# Даріо Франческіні
Даріо Франческіні (італ. Dario Franceschini; нар. 19 жовтня 1958, Феррара, Емілія-Романья, Італія) — італійський політик, член Палати депутатів Італії з 2001, голова Демократичної партії у 2009, з 2013 до 2014 — міністр без портфеля з питань зв'язків з парламентом та координації діяльності уряду. З 2014 до 2018 — міністр культурної спадщини та культурної діяльності.

## Життєпис
Отримав освіту в галузі права в Університеті Феррари. Захистив кандидатську дисертацію «Історія доктрин і політичних інститутів».
У 1985 почав свою власну юридичну практику. Протягом 6 років він був редактором журналу «Регіональний огляд правової документації». Він є членом Асоціації з досліджень реформ демократичних інститутів і інновацій в цивільній службі.
Його політична діяльність почалася у 1974, ще будучи в середній школі. Він заснував Християнське демократичне об'єднання студентів за демократичне суспільство (ASD), був представником студентів в Раді ректорів Університету Феррари. У той час він приєднався до Християнсько-демократичної партії.
У 1980 обраний членом муніципалітету Феррари.

## Окремі публікації
Даріо Francescini є автором численних статей в газетах і декількох книг:
- Il Partito Popolare a Ferrara. Cattolici, socialisti e fascisti nella terra di Grosoli e Don Minzoni, 1985;
- Nelle vene quell'acqua d'argento, 2006;
- La follia improvvisa di Ignazio Rando, 2007.